# Udruženje javnih radija i televizija
Udruženje javnih radija i televizija, nota anche con l'acronimo UJRT (Удружење јавних радија и телевизија), è stata l'ente radiotelevisivo pubblico della Serbia e Montenegro.
Ha anche fatto parte, a pieno titolo, dell'Unione Europea di Radiodiffusione (UER).
La dissoluzione dell'unione, separatasi in Serbia e Montenegro, nel 2006, ha decretato la chiusura dell'UJRT (sostituita nei rispettivi stati dalle due emittenti, RTS e RTGC).

## Membri
| Organo federale | Sede                 | Emittente                         |
| --------------- | -------------------- | --------------------------------- |
| Montenegro      | Titograd (Podgorica) | Radio Televizija Crne Gore (RTCG) |
| Serbia          | Belgrado             | Radio-Televizjia Srbije (RTS)     |